# Kefersteinia lafontainei
Kefersteinia lafontainei är en orkidéart som beskrevs av Karlheinz Senghas och Günter Gerlach. Kefersteinia lafontainei ingår i släktet Kefersteinia och familjen orkidéer. Inga underarter finns listade i Catalogue of Life.